# Marcel Belgrado
Marcel Belgrado (Oppem, 12 mei 1932) is CD&V-politicus en was van 2007 tot 2012 burgemeester van Meise. Hij was daarmee de oudste burgemeester van Vlaanderen en was kandidaat bij de gemeenteraadsverkiezingen van 2012 om burgemeester te blijven. Hij wordt echter opgevolgd door Jos Emmerechts (ook CD&V) maar blijft wel schepen (van onderwijs).
Hij is sinds 1970 ononderbroken verkozen gemeenteraadslid, waarvan de eerste 6 jaar in Brussegem (voor de gemeentefusie). Vóór zijn burgemeesterschap was hij al 18 jaar schepen van cultuur en onderwijs geweest.
Vóór en tijdens zijn politieke carrière werkte hij 42 jaar voor de drukkerij van de Nationale Bank van België.